# 크롬친화세포종
크롬친화세포종(pheochromocytoma) 또는 갈색세포종은 카테콜아민(catecholamine)을 대량으로 합성, 저장, 분비하는 종양으로 대부분 부신 수질에서 발생한다. 에피네프린이나 노르에피네프린 같은 카테콜아민을 대량으로 분비하므로, 고혈압, 두통, 발한, 심계항진 등의 증상을 나타낸다.

## 역사
1886년 Felix Fränkel이 크롬친화세포종 환자에 대한 설명을 처음 기술하였다. 크롬친화세포종의 영어 낱말 pheochromocytoma는 1912년 병리학자 Ludwig Pick에 의해 처음 고안되었다.

## 역학
크롬친화세포종은 1년에 백만명당 2~8명 정도 이환되며, 고혈압 환자 중에서 0.1%를 차지한다. 주로 40대에 호발하여 여성이 남성에 비해 더 쉽게 발병한다. 흔히 '10의 법칙'이라고 하여, 고혈압이 없거나, 양쪽성이거나, 부신의 외부에 위치, 악성 종양, 소아에 발생, 혹은 가족성으로 발생하는 경우가 각각 크롬친화세포종 환자의 10%씩 차지하고 있다고는 하나, 가족성 발생은 실제로는 25% 정도를 차지한다.

## 증상
크롬친화세포종의 가장 특징적인 증상은 고혈압이다. 이는 과도한 카테콜아민 분비에 의한 것으로, 60% 정도는 지속적으로, 나머지 40%는 발작적으로 고혈압 증상을 나타낸다. 그 외에도 두통, 발한, 심계항진과 같은 증상이 특징적으로 나타나므로, 고혈압 환자가 두통, 발한, 심계항진을 가지고 있으면 민감도 91%, 특이도 94%로 병을 진단내릴 수 있을 정도이다.
그 외에 기립성 저혈압, 체중감소, 식욕항진, 변비, 심혈관계 이상(부정맥, 협심증, 급성심근경색 등), 당내성, 고칼슘혈증 등의 증상이 있을 수 있다.

## 진단
진단을 위해서 현재는 혈중의 카테콜아민이나, 뇨중의 카테콜아민 대사물(메타네프린)을 측정하는 방식을 주로 사용한다. 크롬친화세포종에서는 이들 물질이 한계치의 2~3배 정도의 높은 농도를 나타낸다. 티라민(tyramine), 포도당(glucose), 히스타민(histamine) 등을 이용한 발작유발 검사법이나, 펜톨아민(phentolamine) 같은 알파 차단제를 이용한 검사법이 있으나, 위험성이 있고 진단의 의미가 크지 않아 잘 쓰이지 않는다.
종양의 위치를 확인하기 위해서는 CT, MRI와 같은 민감도가 높은 방법과, ¹³¹I-MIBG를 이용한 핵영상법 같은 특이도가 높은 검사법을 사용할 수 있다.

## 치료

### 수술적 치료
크롬친화성세포종의 치료적 목표는 수술적 완전절제이다. 그러나, 약간의 스트레스에도 카테콜아민의 대량 분비로 인한 발작이 있을 수 있으므로 수술 이전에는 약물을 이용한 전처치를 실시해야 한다.

### 수술전 처치
최소 수술 10~14일 전부터 적절한 수분과 염분을 공급하고, 페녹시벤자민(phenoxybenzamine) 같은 알파 차단제를 투여하여 유효 순환 혈장량과 카테콜아민에 대한 생체 반응을 정상화한다. 수술전 처치의 목표 혈압은 일반적으로 160/90mmHg으로 잡으며, 칼슘통로 차단제, 안지오텐신변환효소 억제제 등의 약물도 혈압 조절을 위해 사용될 수 있다. 부정맥이나 빈맥이 있는 경우 베타 차단제를 사용할 수 있으나, 베타 차단제는 혈관 확장을 억제하는 효과가 있어 오히려 고혈압을 더 유발할 수 있으므로, 알파 차단제를 사용한 이후에만 베타 차단제를 사용할 수 있다.

### 수술중 처치
수술중 심각한 고혈압이 발생할 때에는 니카르디핀(nicardipine), 니트로프루사이드(nitroprusside) 등을 정맥 주사하고, 부정맥이나 빈맥이 있을 경우에는 주의하여 베타 차단제나 리도카인(lidocaine)을 사용한다. 쇼크 증상이 있는 경우에는 정맥으로 식염수를 투여하여 혈액량을 유지시킨다.